# 利茲 (伊利諾伊州)
利茲（英語：Leeds）是位於美國伊利諾伊州拉薩爾縣的一個非建制地區。該地的面積和人口皆未知。

## 地理
利茲的座標為41°01′15″N 88°59′17″W / 41.02083°N 88.98806°W，而該地的平均海拔高度為207米（即679英尺）。